# Andrzej Trzaskowski
Andrzej Trzaskowski (23 de marzo de 1933-16 de septiembre de 1998) fue un eminente compositor y pianista de jazz polaco que entre  1959 y 1990, compuso la música o dirigió la banda sonora de al menos treinta películas. 

## Discografía selecta
- The Wreckers (1960, Muza 0133)
- The Andrzej Trzaskowski Quintet (1965, Muza 0258)
- Andrzej Trzaskowski Sextet interpretando"Seant", de Ted Curson (1966, Muza 0378)